# Corte suprema (Svezia)
La Corte suprema di Svezia (svedese: Högsta domstolen) è la corte suprema e la terza e ultima istanza nei processi civili e penali in Svezia. Prima che un caso possa essere giudicato dalla Corte suprema, è necessario ottenere il ricorso in appello e, salvo rare eccezioni, il ricorso viene concesso se sussistono dei precedenti. La Corte suprema è composta da 16 giudici (svedese: justitieråd) che vengono nominati dal governo e dal parlamento, pur essendo indipendenti da essi.

## Storia
Storicamente, tutti i poteri erano concentrati nelle mani del re, ma nel 1614 Gustavo II Adolfo istituì la Svea Hovrätt e diede ad essa l'autorizzazione ad emettere sentenze in suo nome. Coloro i quali non fossero soddisfatti del verdetto potevano presentare ricorso direttamente al monarca e questi ricorsi venivano gestiti dal Justitierevisionen, il Dipartimento di giustizia del Riksråd.
Il Riksråd fu esautorato nel 1789 con l'Atto di unione e sicurezza, emanato dal re Gustavo III. Il 19 maggio dello stesso anno, fu istituita la Corte suprema del Re (svedese: Konungens högsta domstol) con il compito di gestire le questioni legali. La corte era composta da 12 giudici, metà dei quali nobili mentre l'altra metà di estrazione sociale media. Alle sedute potevano partecipare massimo otto giudici per volta, sempre in egual numero tra nobili e borghesi. Il voto del re aveva valore doppio ed era lui a decidere in caso di parità. Tuttavia questo diritto di voto non venne mai esercitato, tranne che in occasione del centenario della corte, quando il re Oscar II prese parte ad una seduta.
In seguito alla riforma del 1809, i giudici della Corte suprema divennero dipendenti pubblici e ricevettero il titolo di Consigliere di Giustizia (justitieråd). Quello che in precedenza era stato il Riskdrots divenne il nuovo Ministro di Stato per la giustizia e il più importante membro della corte, fino a quando, nel 1840, il Ministero della giustizia fu separato dal tribunale. Nel 1844 fu eliminato l'obbligo di un numero uguale di nobili e cittadini comuni per rivestire il ruolo di giudice.
Nel 1909 furono creati la Corte suprema amministrativa (Regeringsrätten) e il Consiglio di legislazione (Lagrådet) ai quali furono assegnati compiti in precedenza spettanti alla Corte suprema. La Corte suprema amministrativa si assunse l'incarico di deliberare riguardo ai casi di natura amministrativa, mentre al Consiglio di legislazione spettano i casi di judicial review. Allo stesso tempo il re perse il diritto di voto durante la seduta.
Nel 1949 la Corte suprema su trasferita dal Palazzo Reale al Bondeska palatset, palazzo nel quartiere di Gamla stan.

## Composizione attuale
Di seguito sono elencati gli attuali Consiglieri di giustizia (in svedese justitieråd) della Suprema Corte di Svezia, seguiti dall'anno di nomina:
- Stefan Lindskog, Presidente  (Giudice dal 2008, Presidente dal 2016)
- Ann-Christine Lindeblad (2002)
- Ella Nyström (2002)
- Kerstin Calissendorff (2003)
- Gudmund Toijer (2007)
- Göran Lambertz (2009)
- Johnny Herre (2010)
- Agneta Bäcklund (2010)
- Ingemar Persson (2010)
- Martin Borgeke (2011)
- Svante O. Johansson (2011)
- Dag Mattsson (2011)
- Lars Edlund (2012)
- Anders Eka (2013)
- Sten Andersson (2016)